# Helichrysum citricephalum
Helichrysum citricephalum là một loài thực vật có hoa trong họ Cúc. Loài này được Hilliard & B.L.Burtt mô tả khoa học đầu tiên năm 1976.